# Norrländska samlingspartiet
Norrländska Samlingspartiet (NS) var ett politiskt parti som bildades hösten 2009 för att stärka och hålla samman regionen. Partiet upphörde i januari 2013 för att istället ansluta sig till Landsbygdspartiet oberoende.

## Partiprogram
Då Norrland och övriga skogslän plundras på sina tillgångar ville Norrländska Samlingspartiet stoppa den koloniala utarmning som pågått i allt för många år. De ansåg att en större del av de vinster som produceras av vattenkraft, skogen och gruvorna ska stanna kvar i Norrland, samt att all statlig verksamhet ska spridas ut över landet i en proportion som motsvarar befolkningen. De ansåg även att alla industrifastigheter, vattenkraftverk och liknande ska beskattas lokalt där de finns. Partiet ville införa ett folkvalt Norrländskt parlament med beskattningsrätt, samtidigt med slopandet av de statliga utjämningsbidragen för kommuner och landsting. Vidare ville de förstärka befintliga sjukhus, utöka antalet vårdcentraler, öka polisresurserna och brandförsvaret så att det blir geografiskt mer heltäckande, decentralisera skolan med mindre klasser, införa bättre äldrevård, och garantera samernas rättigheter.

## Personer
Partiets initiativtagare var Arne Forsell från Njurunda och Sören Molander från Njutånger. Partiledare var Jan Tommy Lindh från Långsele, som sedermera blev en förgrundsfigur i sjukhusprotesterna i Sollefteå, för vilket han korades till årets Västernorrlänning 2013.. Partiet stöttades av kända norrlänningar som Börje Salming och Ingemar Stenmark.

## Riksdagsvalet 2010
I riksdagsvalet 2010 Norrländska Samlingspartiet fick Norrländska Samlingspartiet 1 456 röster (0,02 procent). De hade sitt starkaste stöd i Västernorrlands läns valkrets där partiet fick 0,39 procent av rösterna. Sollefteå var den kommun där partiet fick störst röstandel i riksdagsvalet: 2,54 procent (344 röster).